# Anguina
Anguina es un género de nematodos de forma alargada, de entre tres a cinco mm de longitud cuyas especies forman agallas en las espigas de los cereales, con los consiguientes daños a la cosecha. Entre las especies descritas se encuentra Anguina tritici, que se ha encontrado principalmente en los cultivos de trigo. Recientemente se ha detectado la presencia de otro nematodo del género Anguina que afecta exclusivamente a la cebada.

## Ciclo biológico
Las larvas se encuentran dentro de las agallas de los granos que caen al suelo durante la cosecha. Las agallas solo eclsosionan en presencia de cierto grado de humedad durante la germinación, aunque las lluvias fuertes dificultan el desarrollo del parásito. En condiciones secas, las larvas pueden permanecer en las agallas durante un prolongado periodo de tiempo, incluso años. Las larvas permanecen en la planta en crecimiento hasta el momento de la floración, cuando comienzan a formar forman las agallas en las espigas donde alcanzan el estado adulto, se aparean y depositan los huevos. La agalla es de color verde al principio y va oscureciéndose a medida que madura la planta.

## Especies
El género incluye varias especies:
- Anguina tritici (Steinbuch, 1799) Filipjev, 1936
- Anguina agropyri Kirjanova, 1955[4]
- Anguina agropyronifloris Norton, 1965
- Anguina agrostis (Steinbuch, 1799) Filipjev, 1936
- Anguina amsinckiae (Steiner & Scott, 1935) Thorne, 1961
- Anguina australis Steiner, 1940
- Anguina balsamophila (Thorne, 1926) Filipjev, 1936[5]
- Anguina caricis Solovyeva & Krall, 1982[6]
- Anguina cecidoplastes (Goodey, 1934) filipjev, 1936
- Anguina funesta Price, Fisher & Kerr, 1979[7]
- Anguina graminis (Hardy, 1850) Filipjev, 1936
- Anguina microlaenae (Fawcett, 1938) Steiner, 1940
- Anguina pacificae Cid del Prado Vera & Maggenti, 1984[8]
- Anguina spermophaga Steiner, 1937
- Anguina agrostis
- Anguina millefolii Ahora Subanguina millefolii (Abajo, 1874) Brzeski, 1981
- Anguina phalaridis (Steinbuch) Chizhov, 1980 ahora sinónimo de Anguina agrostis
- Anguina poophila Kirjanova, 1952, ahora sinónimo de Anguina agrostis
- Subanguina tumefaciens (Cobb, 1932) Fortuner & Maggenti, 1987